# Retro Force

Visuale predefinita del gioco Retro Force. L’immagine rappresenta il livello "Ritorno in città". Personaggio in uso "Pi".

Retro Force è un videogioco sparatutto a scorrimento per PlayStation 1 sviluppato da Psygnosis e pubblicato in Europa il 17 marzo del 1999.

## Modalità di gioco
Retro Force si presenta dando la possibilità al giocatore di selezionare la lingua. In seguito è possibile settare le impostazioni dal menu opzioni o avviare il gioco scegliendo il numero di giocatori fino a un massimo di 4. Se si sceglie più di un giocatore è necessario selezionare il tipo di gioco:
- Battaglia a squadre (Solo 2 giocatori): I 2 giocatori condividono lo stesso schermo e portano avanti insieme la storia.
- Battaglia arcade: I giocatori si sfidano a turno utilizzando lo stesso gamepad; alla morte di un giocatore, prosegue l'altro. Se un giocatore finisce un livello, l'altro giocatore non lo segue nel livello successivo ma continua nel livello in cui era rimasto.
- Battaglia a turno: I giocatori si sfidano a turno utilizzando lo stesso gamepad; alla morte di un giocatore, prosegue l'altro. Se un giocatore conclude il livello l'altro lo segue nel successivo, senza doverlo concludere a sua volta.

È possibile scegliere uno dei quattro personaggi disponibili:
- Un gatto blu con orecchie lunghe, chiamato Pi.
- Un robot verde di forma triangolare, chiamato Sinclair.
- Una ragazza in tuta blu, chiamata Paris.
- Un ragazzo in tuta rossa, chiamato Hawtin.

Una volta avviato il gioco bisogna pilotare delle navicelle che avanzano costantemente e sparare a tutto quello che si muove. Per guadagnare punti è necessario raccogliere gemme e super-gemme, ma è anche possibile prendere bombe intelligenti per distruggere in un colpo solo tutti i nemici. Per recuperare vita bisogna prendere delle sfere blu che compaiono quando si distruggono nemici di basso livello o alcuni oggetti. Alla fine di ogni livello sullo schermo compaiono delle frasi, pronunciate dai personaggi, che permettono di seguire la storia. Ogni 5 livelli si presenta il boss del livello, un nemico sempre diverso e sempre più difficile da battere. Alcuni boss intermedi del gioco una volta sconfitti rilasciano un potenziamento delle armi; il giocatore che prende il potenziamento aggiunge al suo velivolo la nuova arma potenziata.

## Storia
L'ambientazione del gioco parte il 29 novembre 2999; in una città si tengono i festeggiamenti per l'inizio del nuovo millennio, quando un misterioso UFO ruba l'oggetto sacro (come predetto da un'antica profezia), interrompendo i festeggiamenti. Un gruppo di 4 personaggi, i Retro-Force (una specie di corpo di polizia futuristico il cui compito è proteggere l'oggetto sacro della città) si mette a caccia degli invasori. I nemici, chiamati nel gioco "gli invasori", per scappare alla squadra dei Retro-Force tornano indietro nel tempo. Così il gruppo li insegue dagli albori della civiltà fino a tornare nuovamente alla città di partenza, dove li attende una sorpresa.

## Curiosità
I personaggi sono stati considerati una caricatura futuristica dei protagonisti del libro di L. Frank Baum Il meraviglioso mago di Oz.